# درايف (رواية)
درايف هي رواية إجرامية صدرت عام 2005 للكاتب الأمريكي جيمس سيليس. نُشرت لأول مرة في 1 سبتمبر 2005 بواسطة بويزند بن برس. في عام 2011 حُولت الرواية إلى فيلم روائي طويل يحمل نفس الاسم من بطولة رايان جوسلينج وإخراج نيكولاس ويندينج ريفن وسيناريو حسين أميني. دريفن هي الجزء الثاني للرواية وقد نُشرت في عام 2012 

## الحبكة
تدور أحداث رواية درايف في أريزونا ولوس أنجلوس، حول رجل يقوم بالقيادة الخطرة لتصوير الأفلام نهارًا ويقود سيارات للمجرمين ليلاً.

## النشر
رواية درايف هي توسيع لقصة تحمل نفس الاسم كتبها سيليس في الأصل لمختارات النوير مقاييس السم (2002)، التي نشرتها منشورات دينيس ماكميلان.  نُشرت الرواية بواسطة بويزند بن برس في 1 سبتمبر 2005 

## الاستقبال
وصفتها مجلة بابليشرز ويكلي بأنه "أكثر لغز مكتوب بإحكام حتى الآن، يستحق المُقارنة مع الأعمال المدمجة والمثيرة لعملاق الكتابة الإجرامية الفرنسي جان باتريك مانشيت." 
وصفت مارلين ستاسيو التي تكتب في صحيفة نيويورك تايمز، الرواية بأنها "قطعة مثالية من خيال الجريمة". 
أشاد بول سكينازي من صحيفة واشنطن بوست بنثر المؤلف المنعش والمذهل ووصفه بأنه "عمل جميل يجعلك تتمنى أن يأخذ بعض الكتاب الآخرين دروسًا منه". 
كتبت مجلة انترتينمنت ويكلي أن الرواية "تقرأ الطريقة التي يلعب بها تارانتينو أو سودربيرغ نوع إجرامي جديد، ينسج ببراعة من خلال ذاكرة درايفر المسكونة ويغذيها رواية القصص الواثقة والملاحظات الدقيقة حول صناعة الأفلام والحياة الفقيرة ونعم القيادة." 

## الفيلم
حولت رواية درايف بواسطة كاتب السيناريو حسين أميني إلى فيلم عام 2011 يحمل نفس الاسم، من إخراج نيكولاس ويندينج ريفن وبطولة رايان جوسلينج.  فاز ريفن بجائزة أفضل مخرج في مهرجان كان السينمائي 2011 عن إخراجه للفيلم. 

## الروابط الخارجية
- كتب جوجل